# Aston Martin DB4 GT Zagato
L'Aston Martin DB4 GT Zagato è un'autovettura gran turismo prodotta dalla casa automobilistica britannica Aston Martin dal 1960 al 1963. Si trattava di una versione speciale della DB4 GT e fu prodotta in soli 19 esemplari. Tra gli anni novanta e '00 vennero fabbricate altre 6 vetture, più precisamente 4 denominate Sanction II e 2 Sanction III. Da Bonhams nell’asta automobilistica tenutasi il 13 luglio 2018 per il The Goodwood Festival of Speed Sale, una Aston Martin ‘MP209’ DB4GT Zagato del 1961 è passata di mano per £10,081,500, diventando così l’auto inglese più cara venduta in un’asta europea.

## La DB4 GT Zagato originale, la “Sanction I”

### Il contesto

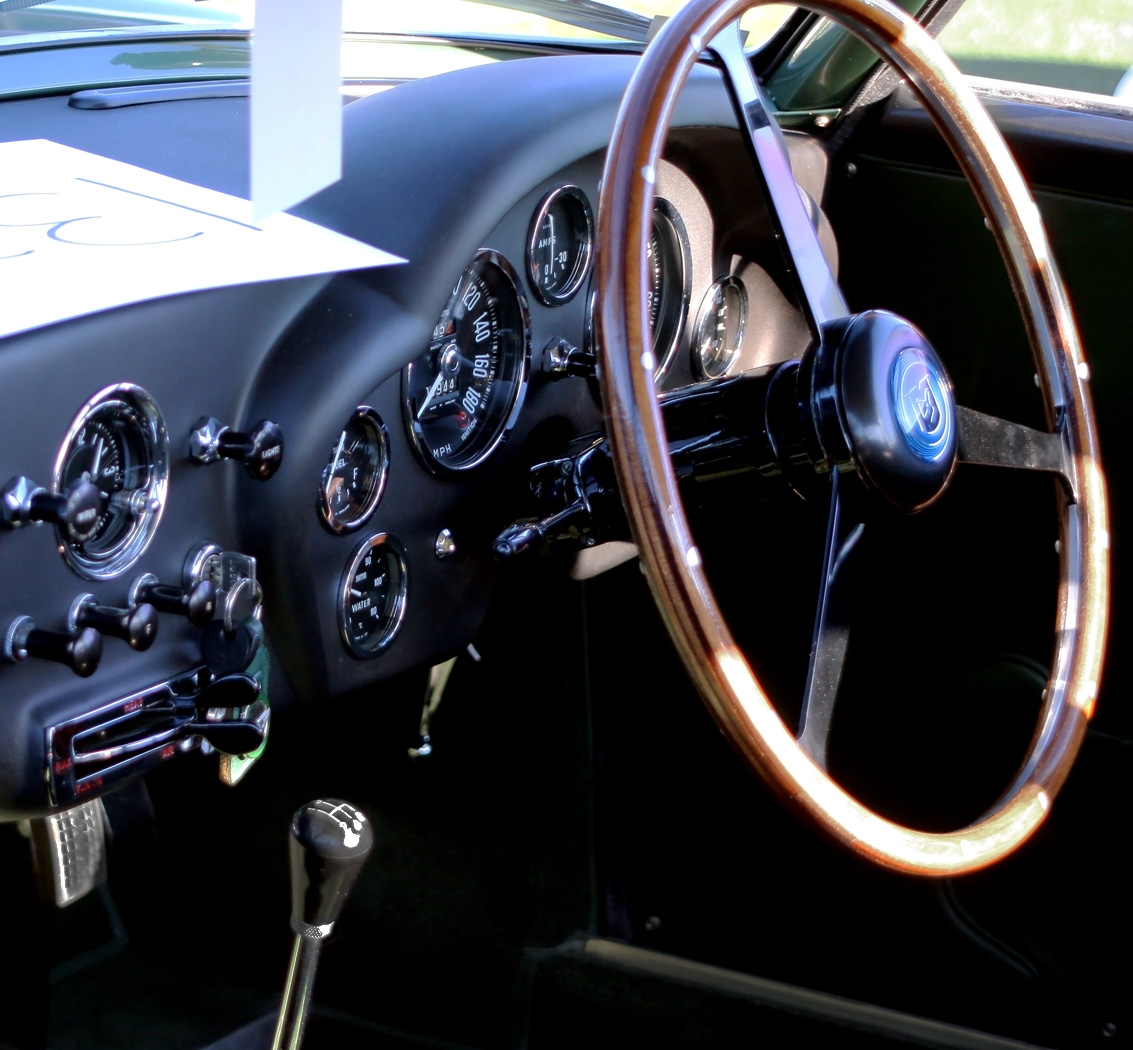
Gli interni

Le DB4 GT Zagato erano in sostanza delle DB4 GT alleggerite e migliorate dalla carrozzeria Zagato. Inizialmente vennero pianificati 23 esemplari, ma la richiesta non fu così grande come si aspettava la Aston Martin, e quindi la produzione si fermò a 19 unità. Grazie alla sua rarità ed alla sua popolarità, la DB4 GT Zagato è una vettura molto costosa, ed alle aste supera spesso il prezzo di vendita di un milione di sterline. È stata presentata al pubblico nell'ottobre del 1960 al Salone dell'automobile di Londra.
Alla DB4 Zagato originale seguirono due serie consecutive realizzate qualche decennio dopo, anch'esse frutto della cooperazione della Aston Martin ed il carrozziere italiano. Sono conosciute come Sanction II (1991) e Sanction III (2000).
Sono presenti sul mercato anche repliche non autorizzate del modello, realizzate modificando delle DB4 GT.

### Caratteristiche tecniche e design

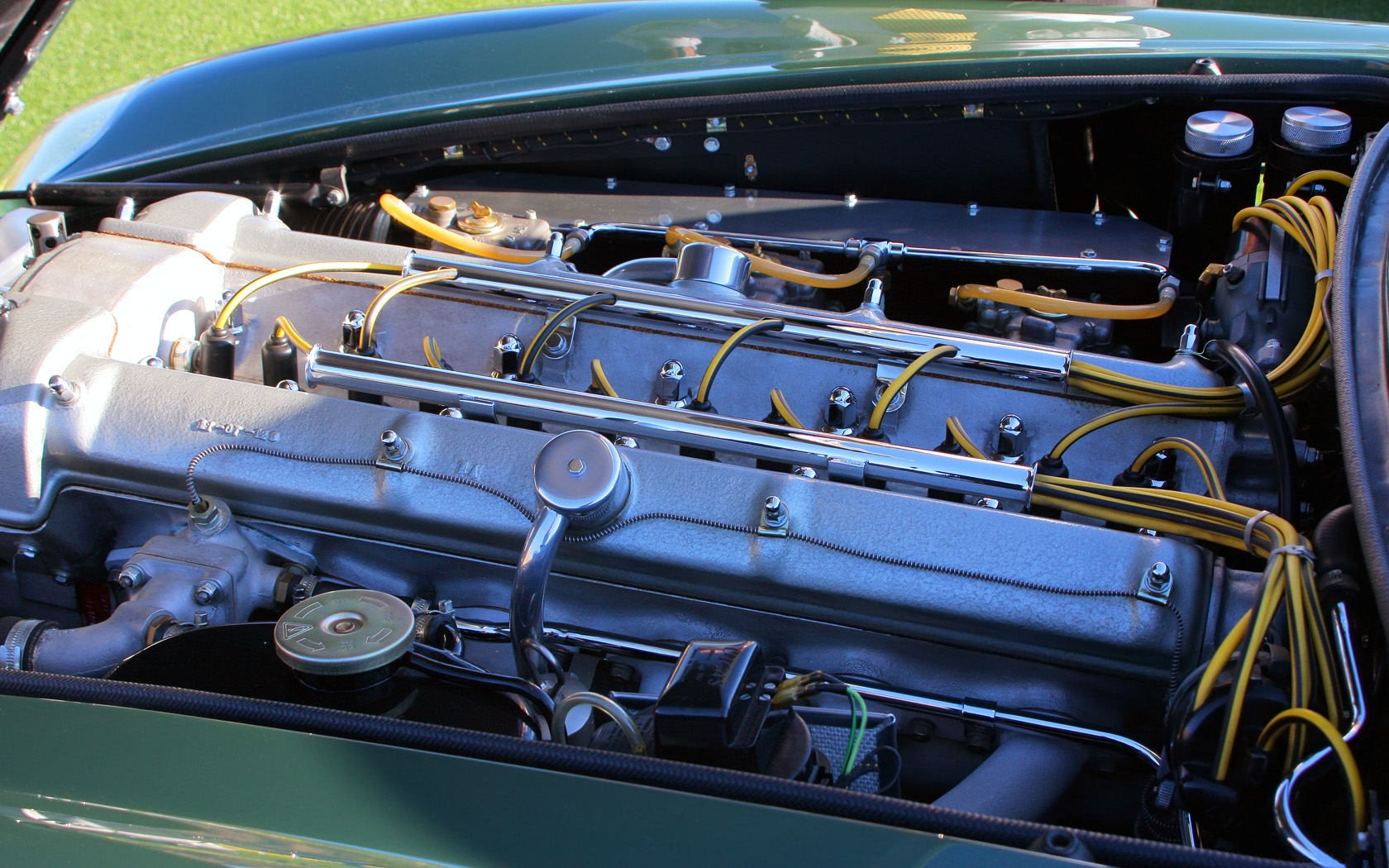
Il motore

Sebbene le specifiche del motore furono cambiate durante la storia del modello, soprattutto per le competizioni, la maggior parte delle DB4 GT Zagato hanno mantenuto la configurazione iniziale. Originariamente il propulsore era un sei cilindri in linea in alluminio a benzina da 3.670 cm³ di cilindrata, con doppio albero a camme in testa e due candele per cilindro. Il rapporto di compressione del motore fu aumentato rispetto a quello della DB4 GT, più precisamente a 9,7:1.
Il motore produceva 314 CV di potenza; questo permetteva alla vettura di accelerare da 0 a 97 km/h in 6,1 secondi e di raggiungere la velocità massima di 247 km/h.
Il modello montava una trasmissione manuale a quattro rapporti.
Per ottenere il modello, Ercole Spada trasformò la DB4 GT in una vettura più piccola, maggiormente aerodinamica e più leggera. Molti componenti in acciaio furono sostituiti con pezzi omologhi in alluminio, che erano più leggeri. Tutte le parti non necessarie, come i paraurti, scomparirono. Con l'installazione di componenti di Plexiglas e d'alluminio vennero eliminati dalla "DB4 GT" 45 kg.

### Le competizioni

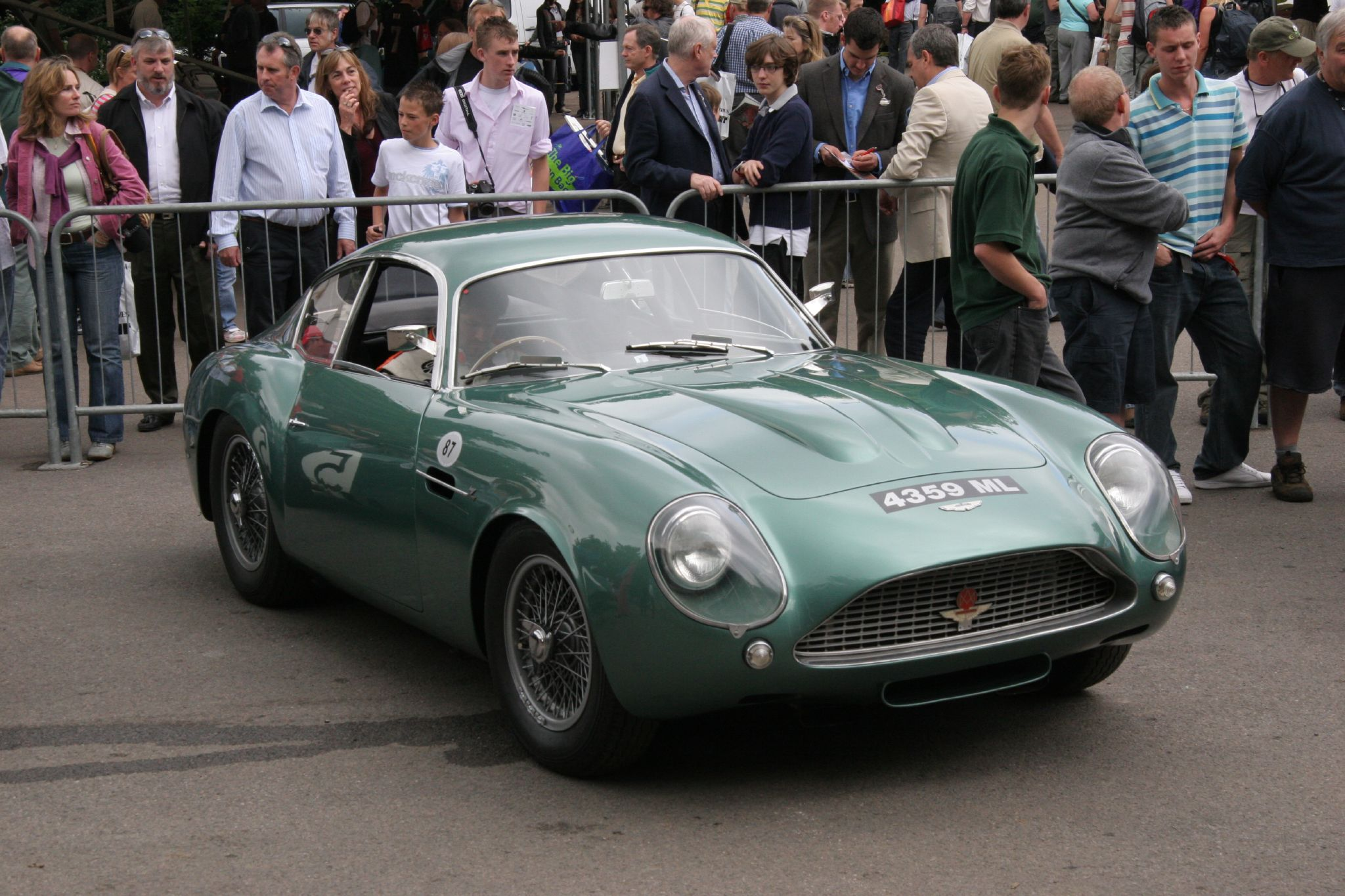
Una DB4 GT Zagato sul Circuito di Goodwood

Quattro esemplari del modello, con numero di telaio 0191, 0193, 0182 (anche conosciuto come 1 VEV) e 0183 (2 VEV), vennero costruiti secondo specifiche atte a rendere lo chassis più leggero, facendoli quindi diventare adatti alle competizioni. Queste specifiche prevedevano, tra l'altro, un tettuccio più basso, dei parafanghi posteriori allargati, una coda ridisegnata ed un frontale più piatto.
La DB4 GT Zagato esordì nelle competizioni nel giorno di Pasqua del 1961 sul circuito di Goodwood. Guidata da Stirling Moss, la vettura finì al terzo posto dietro ad una Aston Martin DB4 GT e ad una Ferrari 250 GT, che vinse la corsa.
I due più famosi esemplari da competizione del modello, conosciuti con il numero delle loro targhe automobilistiche, cioè 1 VEV e 2 VEV, presero parte a gare, con l'ausilio della Aston Martin, sotto le insegne della Essex Racing Stable di John Ogier. Entrambi parteciparono alla 24 Ore di Le Mans del 1961, ma senza esito, dato che ambedue si ritirarono senza terminare la corsa. Nel luglio dello stesso anno, in una gara collaterale al Gran Premio di Gran Bretagna, la DB4 GT Zagato colse la sua prima vittoria, con la 2VEV che sottrasse il primo posto ad una Jaguar E Type all'ultimo giro.
La 2 VEV subì un incidente molto grave a Spa-Francorchamps e fu ricostruita secondo delle specifiche atte a rendere il suo telaio ancora più leggero. Dopo un incidente stradale occorso nel 1993, l'esemplare tornò alle specifiche del 1962.
La vettura con numero di telaio 0200 corse alla 24 Ore di Le Mans del 1962 guidata da Roy Salvadori e Jim Clark, ma un problema ad un pistone costrinse la vettura a ritirarsi dopo 9 ore e mezzo di gara.

## La "Sanction II"

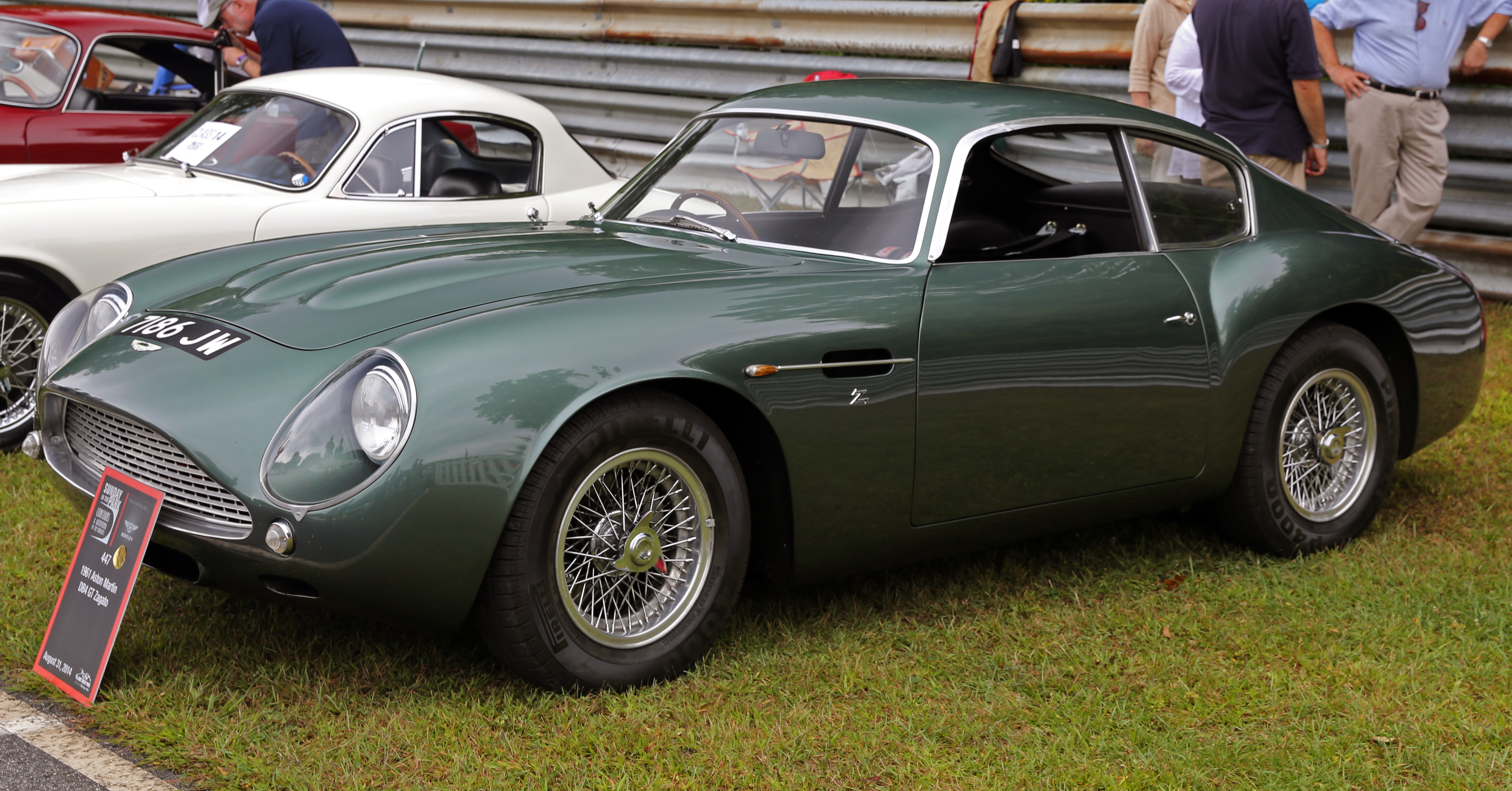
L'Aston Martin DB4 GT Zagato "Sanction II" con telaio n. 0196

Nel 1991 quattro telai Aston Martin DB4 inutilizzati, rinvenuti in magazzino, furono impiegati per ottenere una "serie postuma" della "DB4 GT Zagato".

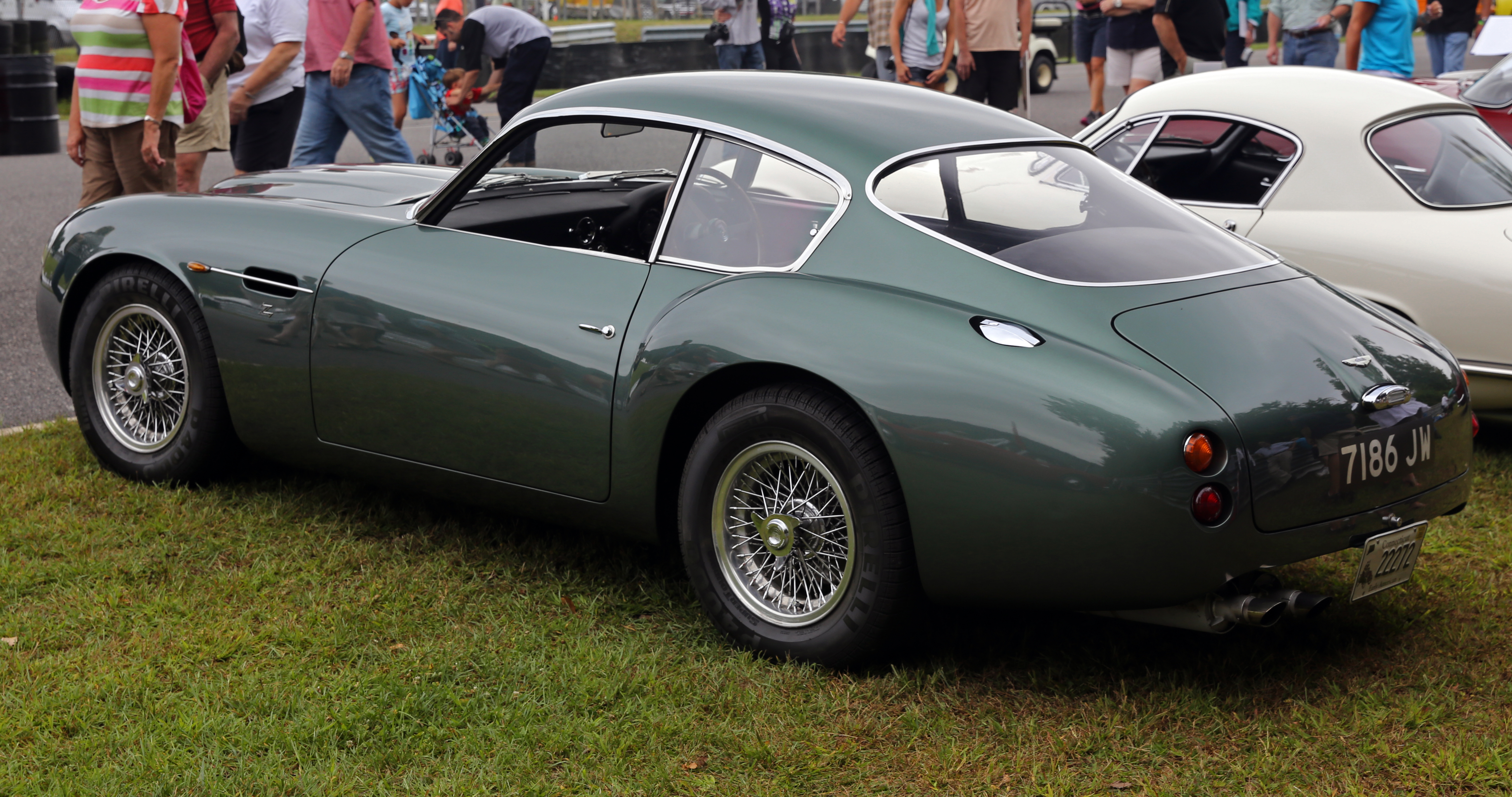
Vista posteriore

 I telai originali furono spediti a Milano alla carrozzeria Zagato, che li completò con le specifiche del modello originale, cioè con una piccola calandra ovale e una coda più piatta, ma senza aggiungere le pinne che erano caratteristiche invece della "DB4 GT". Per familiarizzare le maestranze della Zagato con le tecniche costruttive degli anni sessanta, un esemplare originale della DB4 GT Zagato venne inviato assieme agli altri quattro da modificare, per essere smontato. Questi quattro esemplari sono conosciuti come Sanction II. Esteriormente erano identici all'originale Sanction I, ma vennero operate diverse modifiche per migliorare la guidabilità. Ognuno di questi esemplari fu venduto ad oltre un milione di sterline.
Le differenze con le originali risiedevano, tra l'altro, nella cilindrata del motore, che fu incrementata da 3,7 L a 4,2 L, e nelle dimensioni delle ruote, che vennero rimpicciolite da 406,4 a 381 mm. Il primo dei quattro telai previsti per la DB4 GT Zagato Sanction II fu spedito a Zagato nel gennaio del 1989, mentre il quarto venne inviato nell'aprile dello stesso anno. Tutti e quattro gli esemplari vennero completati nel giugno del 1991, con i numeri di telaio 0192, 0196, 0197 e 0198, già attribuiti negli anni sessanta.

### Confronto tra la “Sanction I” e la “Sanction II”
|                          | DB4 GT Zagato del 1961 | DB4 GT Zagato Sanction II del 1991                                                                             |
| ------------------------ | --- | --- |
| Telaio                   | Pianale basato sulla DB4 GT                                                                                               | Pianale basato sulla DB4 GT/0181/L                                                                             |
| Passo                    | 2.360 mm | 2.360 mm |
| Lunghezza totale         | 4.270 mm | 4.229 mm |
| Larghezza                | 1.657,4 mm | 1.680 mm |
| Altezza                  | 1.270 mm | 1.270 mm |
| Peso                     | 1.250 kg | 1.257 kg |
| Sterzo                   | Pignone e cremagliera | Pignone e cremagliera                                                                                          |
| Sospensioni anteriori    | Bracci oscillanti, molle elicoidali, ammortizzatori telescopici e barra antirollio.                                       | Come nel 1961, ma con la barra antirollio regolabile e più sottile.                                            |
| Sospensioni posteriori   | Assale rigido con molle elicoidali, bracci longitudinali posteriori e parallelogramma di Watt                             | Come nel 1961, ma riposizionate e regolabili                                                                   |
| Freni                    | Freni a disco Girling sulle quattro ruote. Mancanza di servofreno e pompa freno separata.                                 | Freni a disco sulle quattro ruote. Piccola pinza freno sui freni posteriori. Due circuiti indipendenti.        |
| Ruote                    | Ruote a raggi Borrani con cerchioni in lega leggera aventi un diametro di 406,4 mm ed una larghezza di 127 mm.            | Ruote a raggi Borrani con cerchioni in lega leggera aventi un diametro di 381 mm ed una larghezza di 152,4 mm. |
| Pneumatici               | 6.00 x 16 della Cooper Tire & Rubber Company, modello Avon Turbospeed Mark II                                             | 205/70 15 della Goodyear, modello Eagle NCT                                                                    |
| Cambio                   | Manuale a 4 rapporti tutti sincronizzati, marca David Brown                                                               | Manuale a 4 rapporti tutti sincronizzati, marca David Brown                                                    |
| Riduzione finale         | Coppia conica ipoide 3.31:1 e differenziale a slittamento limitato                                                        | Coppia conica ipoide 3.07:1 e differenziale a slittamento limitato                                             |
| Motore                   | Sei cilindri in linea in lega. Doppio albero a camme in testa. Due candele per cilindro.                                  | Sei cilindri in linea in lega. Doppio albero a camme in testa. Due candele per cilindro.                       |
| Cilindrata               | 3.670 cm³ | 4.212 cm³ |
| Rapporto di compressione | 9,7:1 | 9,82:1 |
| Carburatori              | Tre Weber modello 45 DCOE4                                                                                                | Tre Weber modello 50 DC01/SP                                                                                   |
| Potenza massima          | 314 CV a 6.000 giri al minuto                                                                                             | 352 CV a 6.000 giri al minuto                                                                                  |
| Coppia massima           | 377 N•m a 5.400 giri al minuto                                                                                            | 447 N•m a 4.600 giri al minuto                                                                                 |
| Da 0 a 97 km/h           | 6,1 secondi | 5,5 secondi |
| Da 0 a 160 km/h          | 14,1 secondi | 12,2 secondi                                                                                                   |
| Velocità massima         | 247 km/h | 246,2 km/h |
| Esemplari prodotti       | 19 | 4 |
| Numero di telaio         | 0176-0191, 0193, 0199, 0200                                                                                               | 0192, 0196, 0197, 0198                                                                                         |
| Prezzo                   | 5.470 sterline (Prezzo al tempo del lancio; cifra comunque sufficiente ad acquistare negli anni sessanta una grande casa) | Oltre 1.000.000 di sterline                                                                                    |

## La "Sanction III"
All'inizio degli anni novanta la Zagato possedeva ancora due corpi vettura inutilizzati della DB4 che dovevano originariamente servire come scorta per la realizzazione della "Sanction II". Nel 1992 Richard Williams chiese al Presidente del consiglio di amministrazione della Aston Martin, Walter Hayes, l'approvazione per trasformare questi due corpi vettura, che avevano numero di telaio DB4/0334/R e DB4/0424/R, in due esemplari di DB4 GT Zagato "Sanction III". Hayes acconsentì, e le vetture furono pronte nel 2000.

## Le repliche

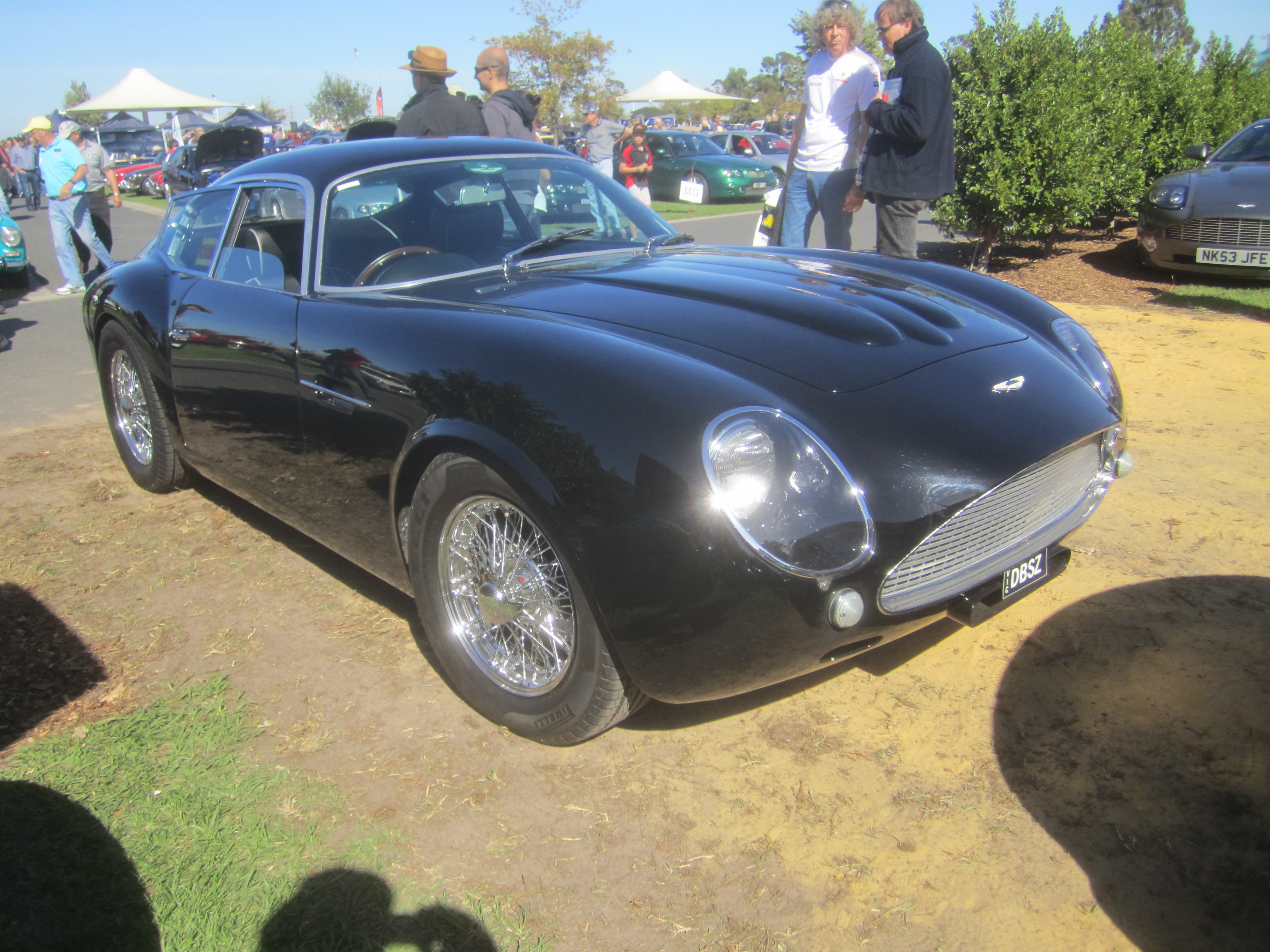
Una replica della Aston Martin DB4 GT Zagato

Grazie alla popolarità, al valore commerciale ed alla rarità della DB4 GT Zagato, sono state realizzate molte repliche non autorizzate del modello, ottenute modificando degli esemplari della DB4 e della DB4 GT. Queste repliche sono assai somiglianti alle vetture di Zagato, anche se non sono state realizzate dal carrozziere italiano. Nonostante questo, hanno riscosso un buon successo ed hanno un valore economico elevato.